# Junonia almana
Junonia almana je druh motýla z čeledi babočkovití z Asie, který létá celý rok, nejvíce však od dubna do října.

## Popis
Junonia almana má jasně oranžová křídla s výraznými skvrnami, spodní strana křídel je bledší, ale skvrny jsou stále poměrně výrazné. Rozpětí křídel se pohybuje v rozmezí 5–6 cm. Tykadla má tmavě hnědá, hlava, hrudník a břicho je oranžovohnědé, zespodu bledší. Dospělí samci a samice si jsou vzhledem velmi podobní, vykazuje ale výrazné sezónní variace. Varianty v období dešťů a období sucha se natolik liší, že se původně věřilo, že jde o dva samostatné druhy.

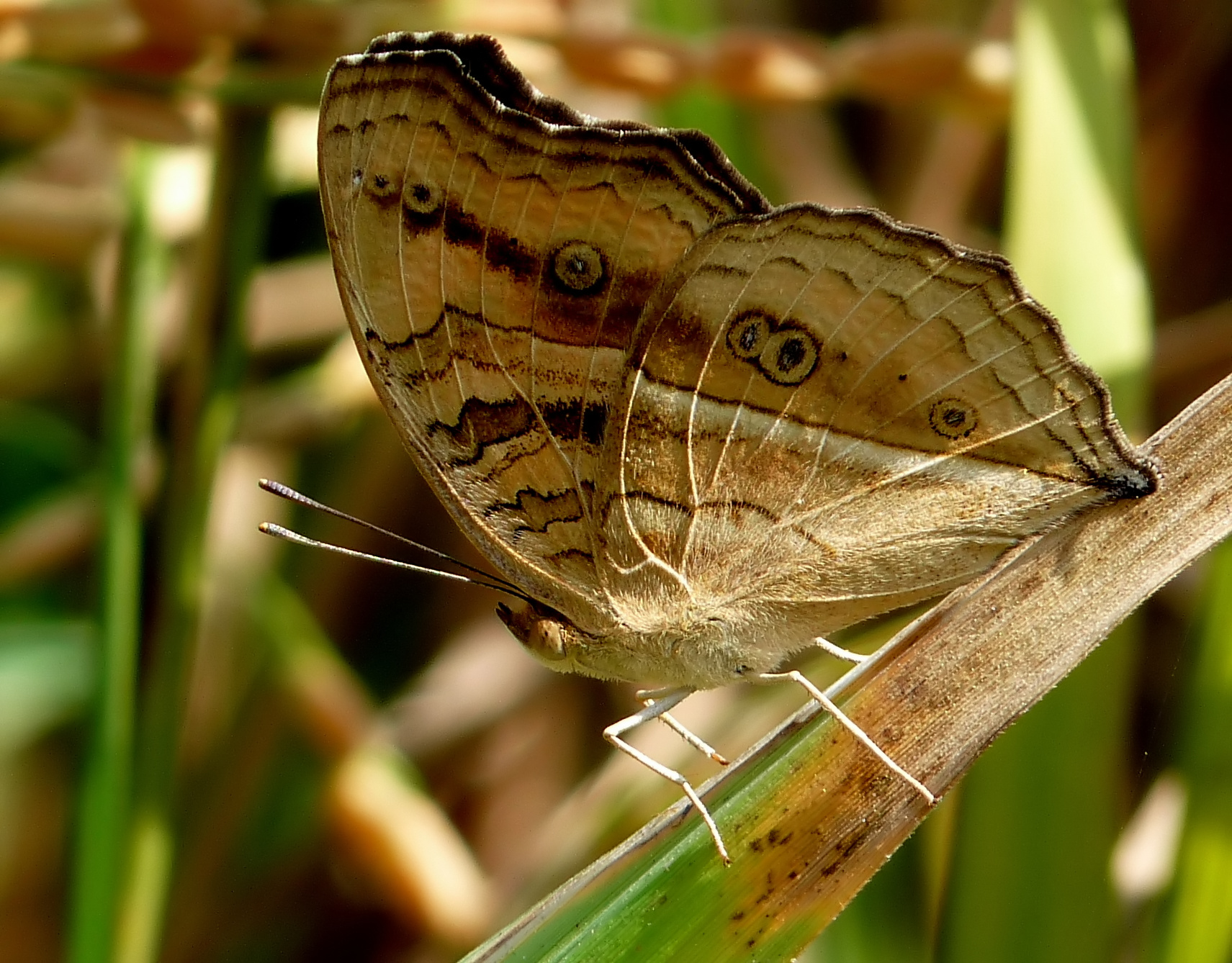
Křídla v období dešťů
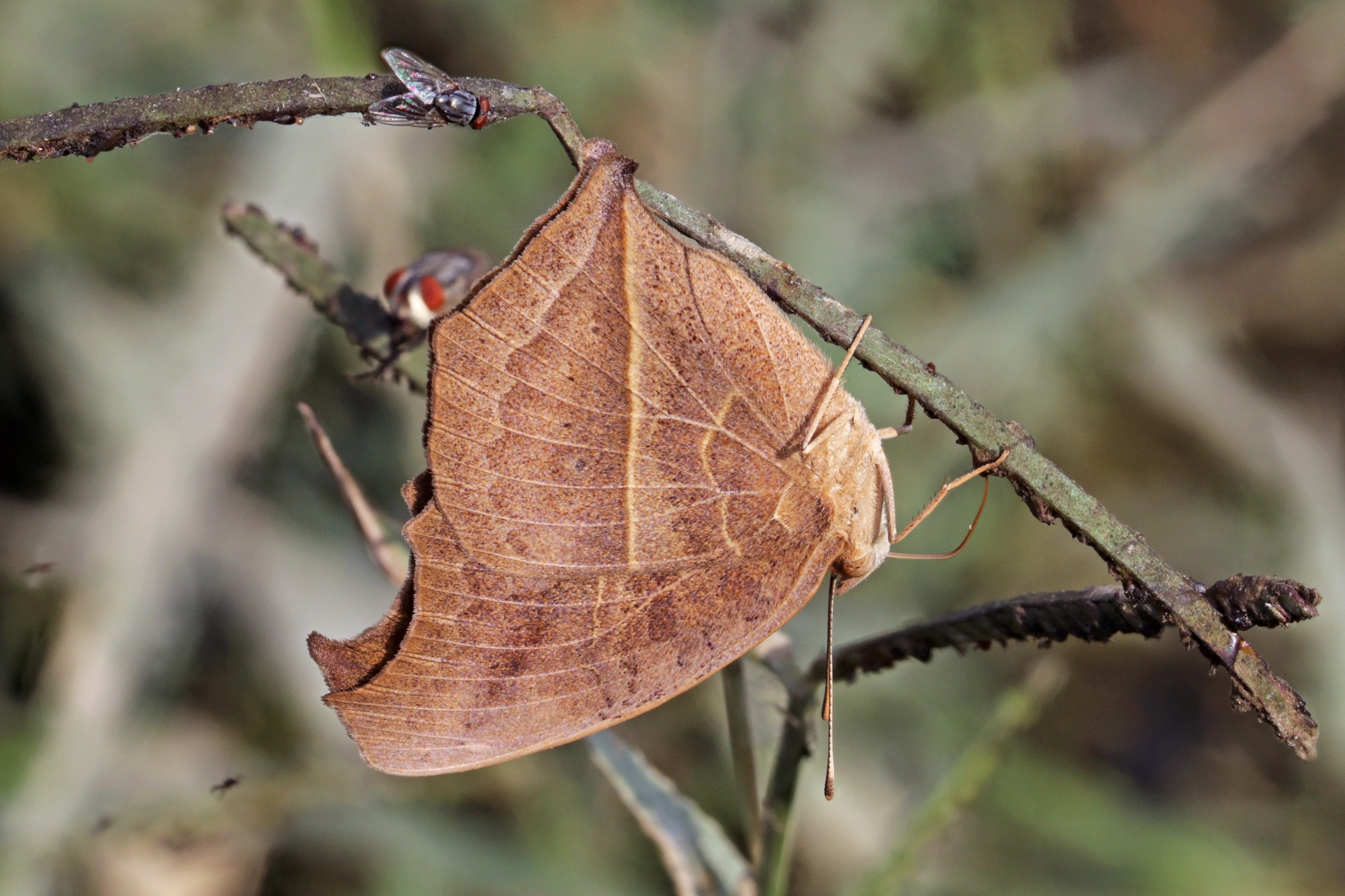
Křídla v období sucha

## Výskyt

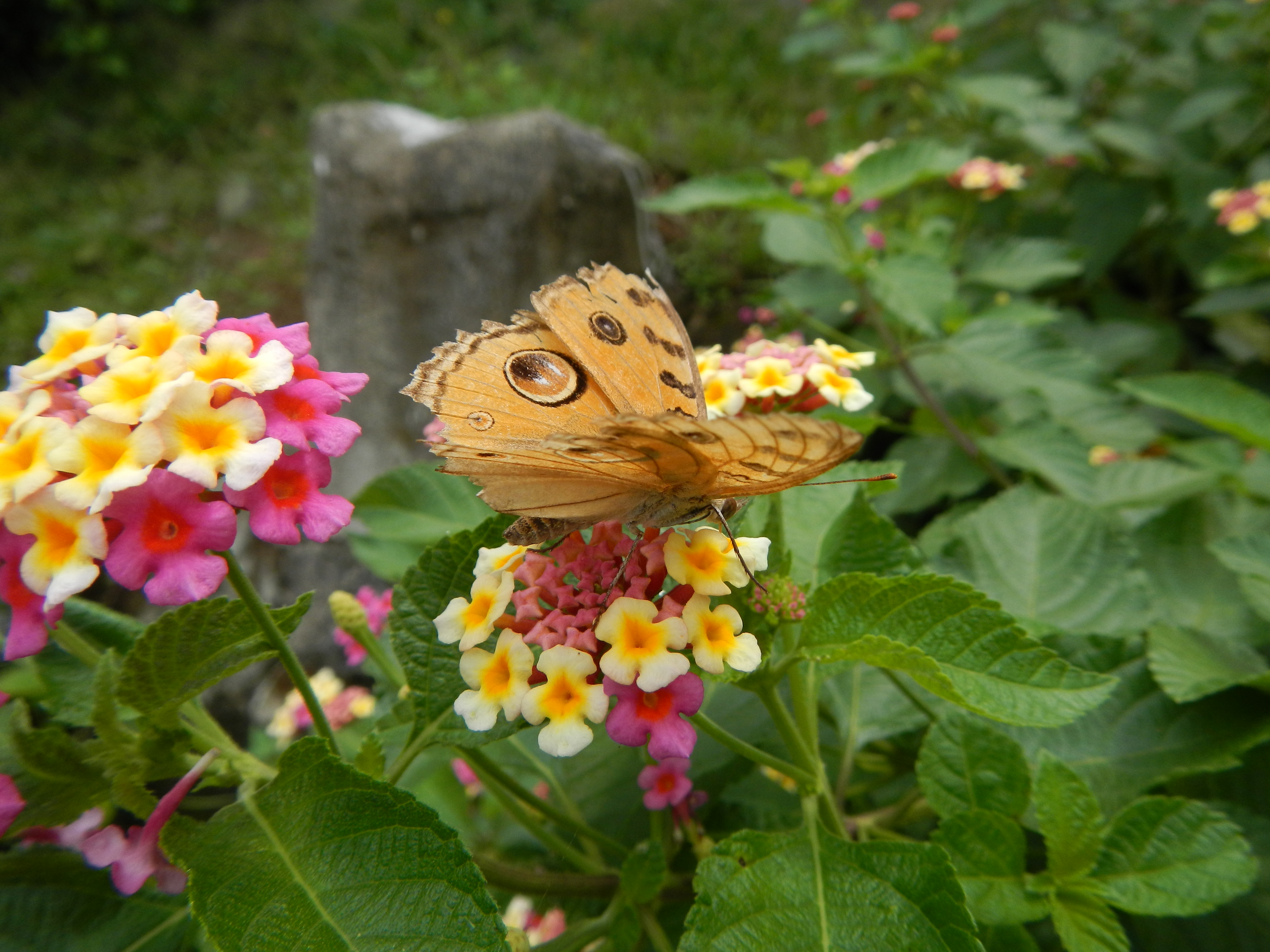
Junonia almana na liboře

Junonia almana se vyskytuje v Asii, konkrétně v Číně, Indii, Indonésii, Malajsii, v souostroví Nikobary, v Singapuru, Tchaj-wanu a Vietnamu. Má mnoho přirozených stanovišť jakými jsou například lesní mýtiny, trnité křoviny z akácií, pláže lemované palmami, savany, suché lesy a orné půdy. Vyskytuje se do nadmořské výšky až 1000 m n. m., nejběžnější je ale do 500 m n. m. Nalézt je můžeme na rostlinách z rodu libora, ze kterých získávají nektar.

## Poddruhy
V současné době se uznávají 4 poddruhy:
- J. a. almana - nominátní poddruh; Čína, Indie, Nikobary, Tchaj-wan, Vietnam
- J. a. battana - Sulawesi
- J. a. javana - Jáva, Malajsie, Singapur
- J. a. sumbae